# Stuteville
Stuteville war der Name einer anglonormannischen Adelsfamilie.

## Die Stutevilles in Yorkshire
Stammvater der Familie war der Ritter Robert de Stuteville I., der nach dem Dorf Etoutteville-sur-Mer bei Yerville in der Normandie benannt wurde. Er erhielt nach der normannischen Eroberung von England umfangreichen Grundbesitz in Yorkshire und anderen Teilen Englands, für den er nach dem Domesday Book Hugh Son of Baldric lehnspflichtig war. Zu Beginn des 12. Jahrhunderts unterstützte er die vergebliche Rebellion von Robert Curthose gegen seinen Bruder Heinrich I., weshalb er nach der verlorenen Schlacht von Tinchebrai 1106 große Teile seines Besitzes an Nigel d’Aubigny, dem Vater von Roger de Mowbray, verlor. Roberts Enkel Robert de Stuteville III. († 1183), ein Sohn von Robert de Stuteville II., gelang es, Teile der Besitzungen mit Cottingham zurückzuerhalten, und in einem Streit mit Roger de Mowbray erreichte er, dass er von Mowbray mit zehn Knight’s fee, darunter Kirkby Moorside, belehnt wurde. Zusammen mit seinem bisherigen Besitz besaß er damit über 18 Knight’s fee. Seinem Sohn William de Stuteville gelang es, durch die Gunst von König Johann Ohneland 1201 einen Kompromiss mit William de Mowbray zu schließen, durch den er weitere neun Knight’s fee zurückerhielt. Die Hauptlinie der Familie starb jedoch 1233 mit Nicholas de Stuteville II in männlicher Linie aus, dessen Tochter Joan, die seine einzige Erbin wurde, heiratete Hugh Wake.

## Nebenlinien der englischen Stutevilles
John de Stuteville, ein jüngerer Sohn von Robert de Stuteville II., besaß im 12. und 13. Jahrhundert Besitzungen in Warwickshire, starb aber ohne männliche Nachkommen. Seine Tochter und Erbin heiratete Meldred, Lord of Raby. Osmund de Stuteville war vermutlich ein weiterer jüngerer Sohn von Robert de Stuteville II., seine Nachkommen besaßen Güter in Weston Colville in Cambridgeshire und in Burton Agnes, starben jedoch vor 1199 mit Anselm of Stuteville in männlicher Linie aus. Ein weiterer Osmund de Stuteville war vermutlich ein jüngerer Sohn von Robert de Stuteville III., er besaß Güter in Cowesby bei Birdforth in Yorkshire sowie bei Gressenhall in Norfolk. Diese Linie starb 1275 mit Robert de Stuteville in männlicher Linie aus, Roberts Erbe wurde sein Neffe Jordan Foliot.

## Das Haus Estouteville in der Normandie
Nicholas d’Estouteville († 1177) war der Begründer der Familie Estouteville in der Normandie. Er war ein Nachfahre von Robert de Stuteville I., vermutlich war er der älteste Sohn von Robert de Stuteville II. Zentrum seiner Besitzungen war Valmont. Sein Sohn Robert erwarb durch die Heirat mit Leonia, einer Tochter von Edward of Salisbury und Adeliz de Rames umfangreiche Besitzungen in Nottinghamshire sowie Rames in der Normandie. Die englischen Besitzungen gingen nach dem Französisch-Englischen Krieg im 13. Jahrhundert verloren, sie wurden schließlich vom König beschlagnahmt. Der französische Zweig der Familie bestand in männlicher Linie bis ins 16. Jahrhundert, ehe er mit Jean d’Estouteville erlosch. Jeans Tochter und Erbin Adrienne d’Estouteville heiratete François de Bourbon, Graf von St. Pol, der 1534 zum Herzog von Estouteville erhoben wurde.

## Weitere Namensträger
- Nicholas de Stuteville, englischer Baron und Rebell